# Avon (rzeka w Australii Zachodniej)
Avon – najdłuższa i najbardziej zasobna w wodę rzeka południowego zachodu kontynentu australijskiego.
Ok. 70 km przed ujściem jej nazwa zmienia się na Rzeka Łabędzia, faktycznie będącej estuarium uchodzącym do Oceanu Indyjskiego w mieście Perth.
W porównaniu z rzekami północy Australii Zachodniej wahania stanu wody w Avon są niewielkie. W środkowym biegu rzeka ma szerokość około 70–100 metrów. Obszar dorzecza wynosi 125 tys. km², czyli niewiele więcej niż powierzchnia zlewni Odry.
W krajobrazie nad rzeką dominują puszcze eukaliptusowe, lasy i obszary rolnicze. Dolina rzeki Avon to „zagłębie” produkcji ziół głównie lawendy oraz zbóż – rzeka przecina tzw. australijski pas zbożowy.
Większe miejscowości nad Avon to Northam i York.